# Vlieland
Vlieland est une île et une commune néerlandaise de Frise.

## Géographie
Vlieland fait partie, dans l'archipel Frison du groupe des îles de la Frise-Occidentale ; elle se trouve entre les îles de Texel et de Terschelling.
Oost-Vlieland (en frison : East-Flylân) est le seul village de l'île. Le banc de sable de Richel fait partie de la commune de Vlieland.

## Toponymie
Vlieland tire son nom de la Vlie, courant de la mer des Wadden.

## Histoire
Vlieland fut coupée de la Frise continentale par l'inondation de la Sainte-Lucie, laquelle, en 1287, fut l'une des phases du processus qui aboutit à former la mer des Wadden. La partie septentrionale de Texel, appelée Eierland, faisait jadis partie de Vlieland. Elle en fut séparée par l'apparition de la passe d'Eierland ; par la suite, la géographie des courants marins connut de nouvelles modifications, qui soumirent la partie occidentale de Vlieland à une érosion de plus en plus poussée.
Outre Oost-Vlieland, l'île comptait jadis un second village, qui était situé à son extrémité occidentale, d'où son nom de West-Vlieland (« Vlieland-Ouest ») ou Westeynde (« [Village] de l'extrémité occidentale »). Ses dernières maisons furent évacuées en 1736, au terme de dizaines d'années d'inondations et d'efforts de réparation.
Tout comme sa voisine Terschelling, Vlieland fit partie de la province de Hollande-Septentrionale jusqu'en 1942, date à laquelle les Allemands les rattachèrent l'une et l'autre à la province de Frise. Après la guerre, cette modification des limites provinciales ne fut jamais rapportée. L'ancien relais postal Het Posthuys, dans la partie occidentale de l'île, témoigne de son ancienne appartenance à la Hollande : à l'époque, c'est par Texel et non par la Frise continentale que le courrier parvenait à Vlieland.

## Boisement
Comme l'avancée des dunes menaçait d'engloutir Oost-Vlieland, l'Office national des forêts des Pays-Bas (Staatsbosbeheer) entreprit de les fixer en réalisant de 1900 à 1950 environ quelque 300 hectares de plantations, essentiellement en éventail autour du village, ainsi que dans quelques sites plus à l'ouest. Ces terrains furent plantés en résineux (pins) à raison de 70 %, les feuillus n'occupant que 10 % des superficies, tandis que les 20 % restants étaient constitués de peuplements mixtes. Pour que les jeunes plants parviennent à reprendre dans ce milieu sablonneux, extrêmement aride en été, on plaça contre leurs racines des mottes de tourbe gorgées d'eau.
Un rééquilibrage du couvert forestier au profit des feuillus est en cours, car il a été constaté que les conifères, évaporant de l'eau toute l'année par leurs aiguilles, ne permettent pas la reconstitution hivernale de la nappe phréatique.
L'île est également classée domaine de forêt d'État.

## Langue
Bien qu'elle fasse partie des îles de la Frise, le frison n'est pas parlé à Vlieland. Le dialecte originel de l'île ou vlielandais était essentiellement apparenté à ceux de la Hollande-Septentrionale. Il doit avoir ressemblé à celui de Texel. Sa dernière locutrice, Petronella de Boer-Zeylemaker, est décédée en 1993, à l'âge de 107 ans.